# Vladimír Frýda
Vladimír Frýda (4. srpna 1898 Královské Vinohrady – 30. července 1962 Praha) byl český architekt a jeden z významných představitelů racionálního funkcionalismu.

## Životopis

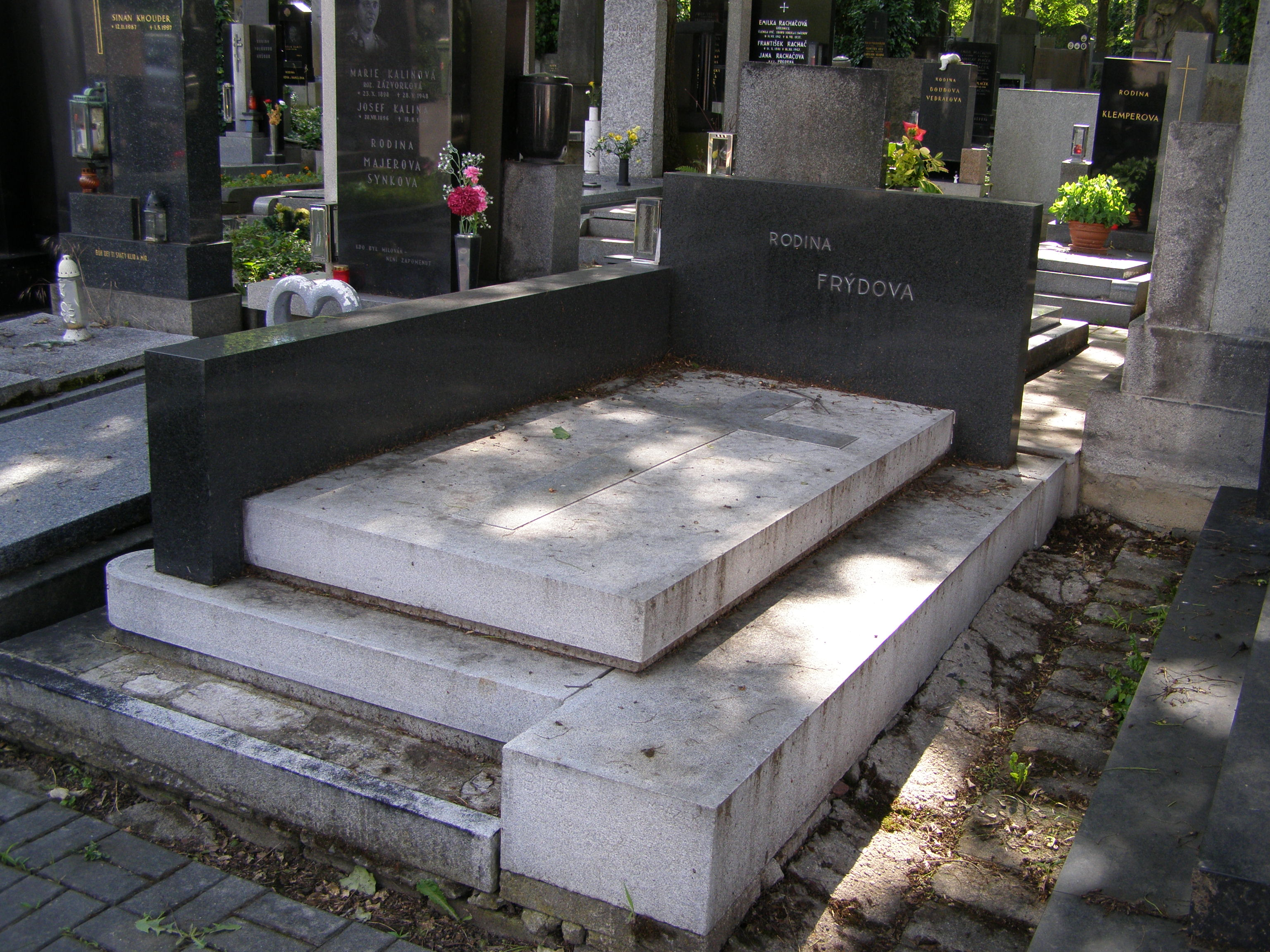
Rodinný hrob na hřbitově Malvazinky

Vladimír Frýda se narodil 4. srpna 1898 na Královských Vinohradech u Prahy. Studoval architekturu na ČVUT, kde se seznámil s Václavem Kolátorem, se kterým po absolvování roku 1925 navázal spolupráci. Zúčastnil se s ním několika soutěží, například na občanskou školu v Parníku (1925), měšťanku v Náchodě (1927) či obecnou měšťanku v Lounech (1929). Stal se technickým radou hlavního města Prahy se specializací na projektování a úpravy školních budov.
Jeho nejznámější realizací se stal komplex škol ve Špitálské ulici v Praze. Vytvořil uprostřed průmyslové čtvrti komplex dvou budov, několika hřišť a zahrady, který navazoval na Tyršovo cvičiště vysočanského Sokola. Frýda využil na fasádě rozměrné okachlíkované plochy, které prolamují pásová okna tak, aby učebny byly co nejvíce a nejdéle osvětleny denním světlem. Často se účastnil architektonických soutěží, ve kterých získával druhé či třetí místo.
Vladimír Frýda zemřel v Praze 30. července 1962. Je pohřben na hřbitově Na Malvazinkách.

## Realizace
- Komplex budov ve Špitálské ulici (1927 - 1929, úpravy 1936 - 1937)
- mateřská škola, Slezská ulice, Praha - Vinohrady (1929 - 1932)
- mateřská škola s jeslemi, Kodaňská ulice, Praha - Vršovice (1930 - 1932)
- základní škola, Mokropsy (1930)
- hlavní budova a infekční pavilon Masarykovy městské nemocnice, Jilemnice (1930–1933)
- Fischerova vila, Jilemnice (1933 - 1934) - spolupráce s Václavem Kolátorem

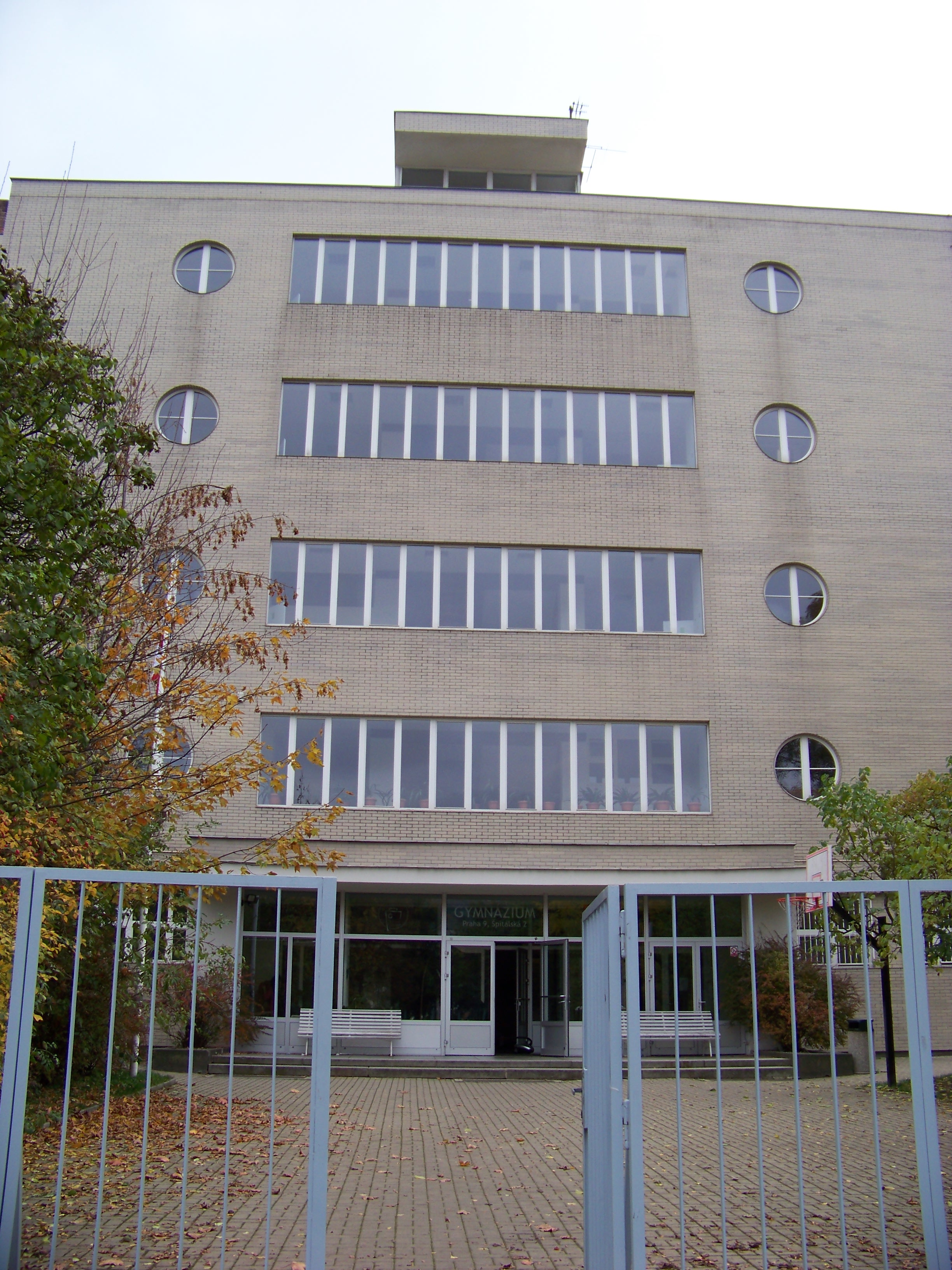
Budova gymnázia ve Špitálské ulici (1929)
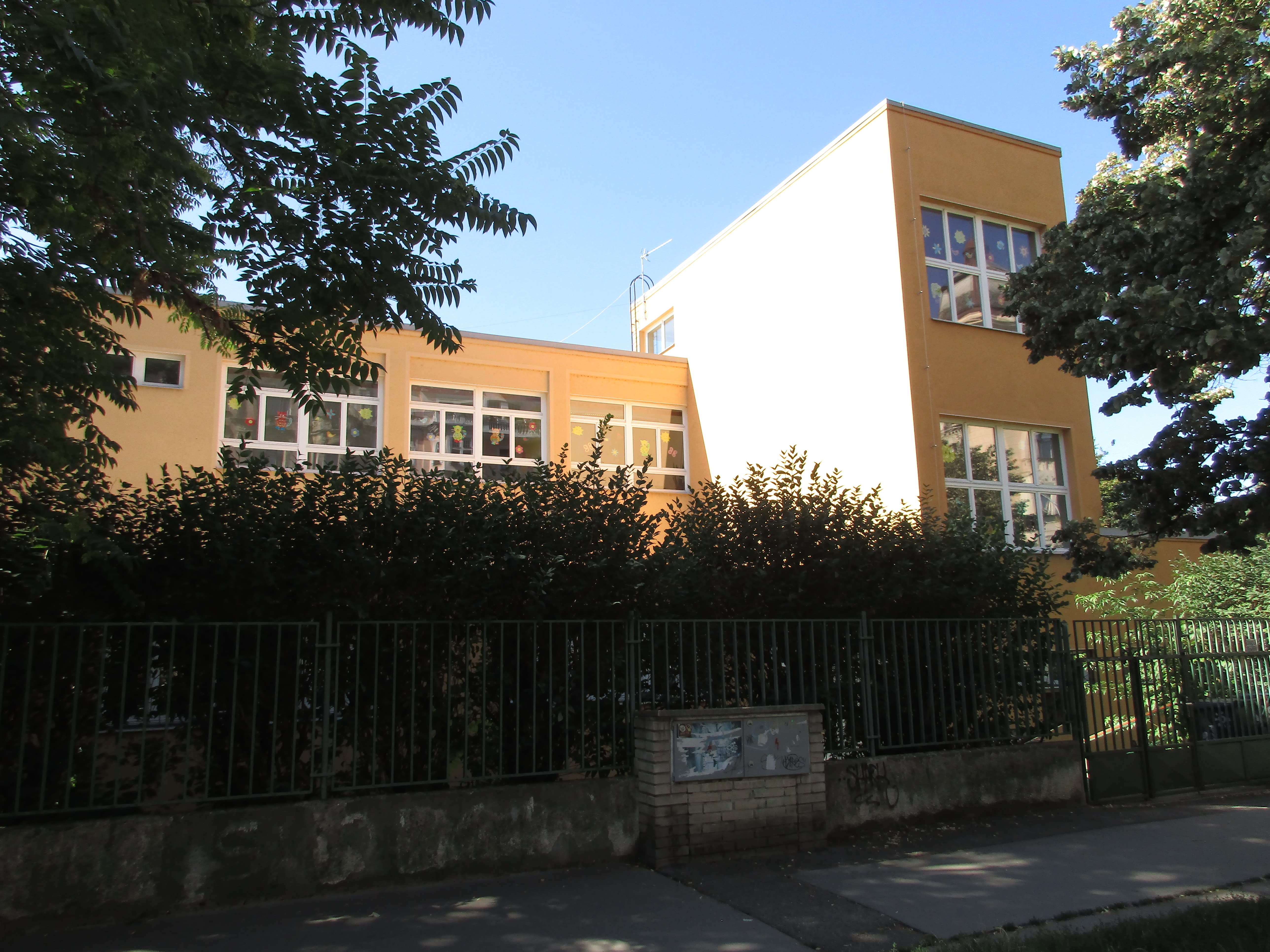
Mateřská škola v Kodaňské ulici (1932)
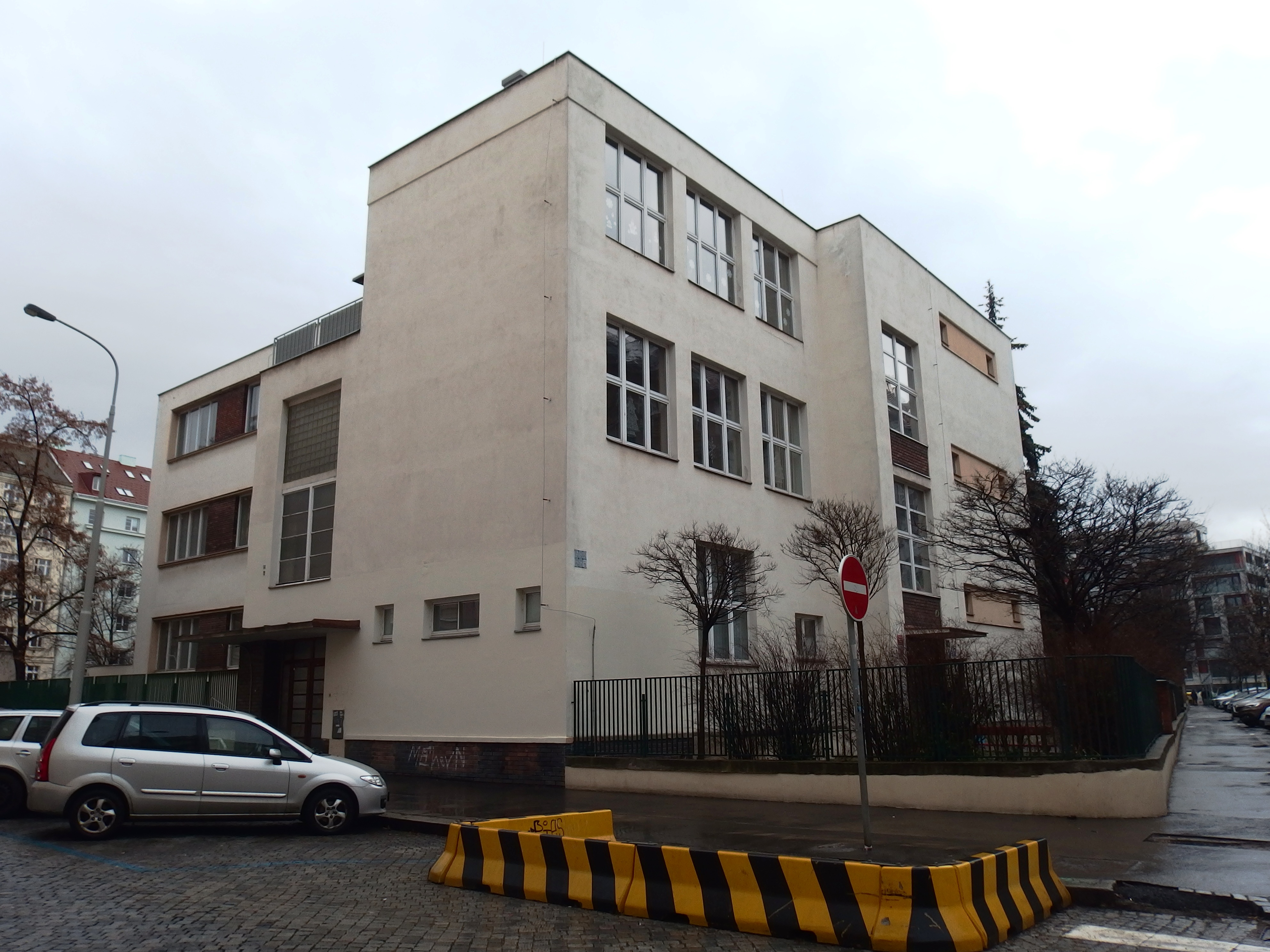
Mateřská škola ve Slezské ulici (1932)
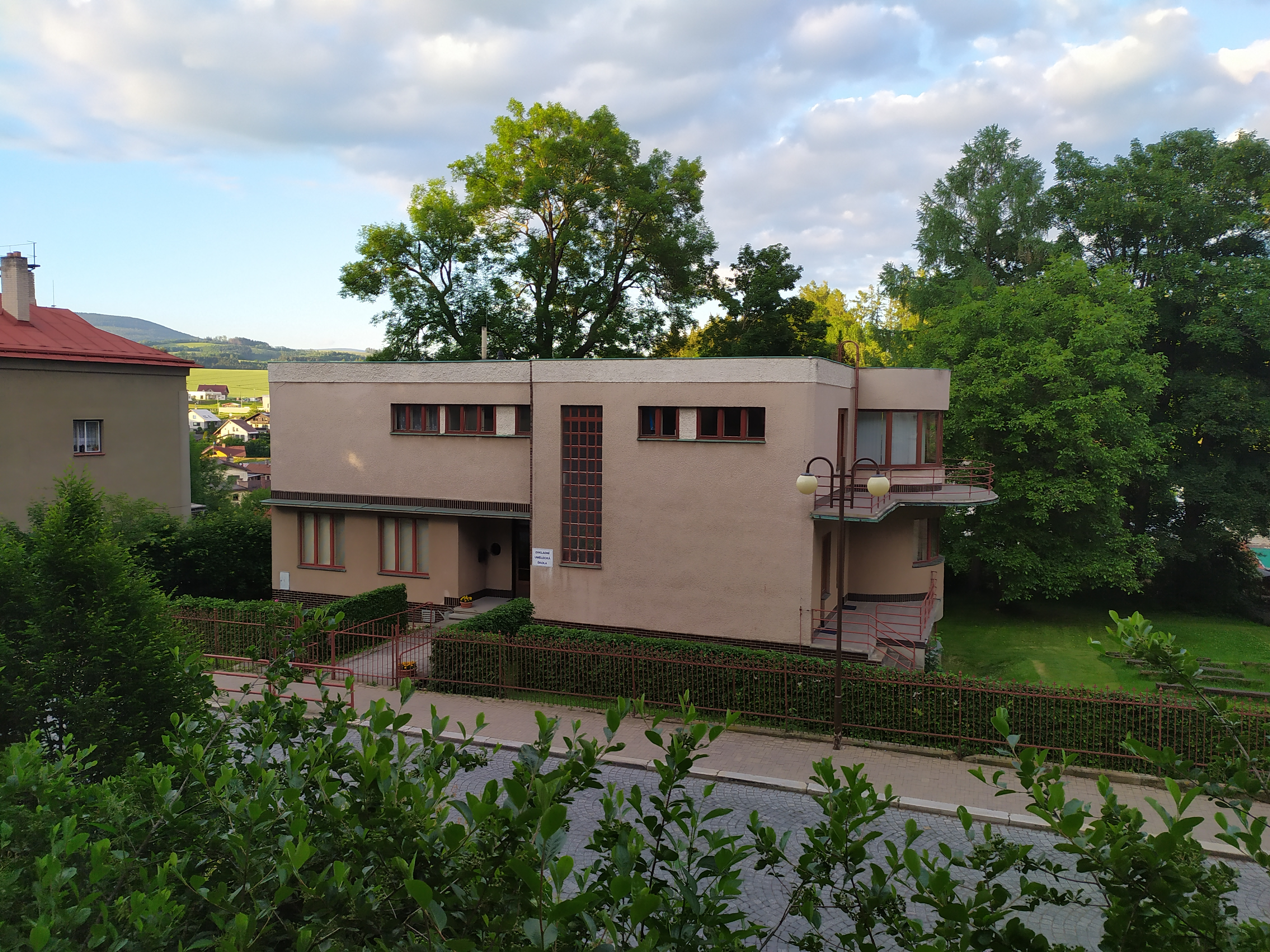
Fischerova vila v Jilemnici (1934)